# Звончица и изгубљено благо
Звончица и изгубљено благо (енгл. Tinker Bell and the Lost Treasure) је амерички компјутерски урађен анимирани филм продукције DisneyToon Studios из 2009. године. То је уједно и други филм франшизе Дизни виле.
Српску синхронизацију је 2010. године по наруџбини канала РТС 1 урадио студио Лаудворкс. Филм је имао премијеру 2011. године на РТС 1

## Улоге
| Име лика        | Глас            |
| --------------- | --------------- |
| Звончица        | Меј Витман      |
| Розета          | Кристин Ченовет |
| Иридеса         | Рејвен Симон    |
| Силвермист      | Луси Лу         |
| Флан            | Енџела Бартис   |
| Вила Мери       | Џејн Хорокс     |
| Краљица Кларион | Анђелика Хастон |
| Кланк           | Џеф Бенет       |
| Теренс          | Џес МекКартни   |
| Бабл            | Роб Полсен      |
| Вилењак Гара    | Џеф Бенет       |
| Лирија          | Греј ДеЛисл     |
| Болт            | Роџер Крег Смит |
| Министар јесени | Џон ДиМаџо      |
| Стоун           | Роџер Крег Смит |
| Виола           | Греј ДеЛисл     |
| Приповедачица   | Греј ДеЛисл     |
| Високи трол     | Роб Полсен      |
| Ниски трол      | Џеф Бенет       |